# Svettkörtel
En människa har uppemot tre miljoner svettkörtlar. De flesta är belägna på handflator och fotsulor, men det finns inga på läpparna. Vid hård fysisk aktivitet i värme avger körtlarna upp till cirka två liter vätska i timmen.
Svett är ett sekret som människan utsöndrar för termoreglering vid ansträngning, höga temperaturer och feber. Svett består mestadels av salter och vatten. När mikrober, små organismer, som lever på människans hud bryter ner svett uppstår föreningar som de flesta människor finner tämligen illaluktande. Eftersom salter också försvinner är det viktigt att man kompenserar saltförlusten vid kraftig svettning.
Svett är ett led i kroppens system för att behålla kroppstemperaturen i normalt skick. Om kroppen riskerar att bli för varm svettas man och kroppens överskottsvärme används till att värma upp svetten som därmed avdunstar och kroppens temperatur kan således hållas nere.
Merokrina svettkörtlar är tubulära (rörformiga) och organiserade i nystan. Deras alveoler (hålrum) har enskiktat kubiskt epitel och utförsgångarna tvåskiktat. De är kolinergt enerverade.
Apokrina dito är större och finns bland annat i armhålor och utsöndrar, förutom salter och vatten, även bland annat proteiner som leder till starkare odör.